# Scatella furens
Scatella furens är en tvåvingeart som beskrevs av Cresson 1931. Scatella furens ingår i släktet Scatella och familjen vattenflugor. Inga underarter finns listade i Catalogue of Life.